# 実用書
実用書（じつようしょ、英語：practical book）は物の作り方や使い方など日常生活で役立つための技能や知識、情報などを書いた本。内容は経済、趣味、料理、生き方、人生論にまで多岐にわたる。

## 概要
専門書との違いは、実用書が一般向けであるのに対し専門書は専門向けな点である。
また、実用書は大きく分けて「家庭実用・婦人実用」と「趣味実用」の2つがある。「家庭実用・婦人実用」は主婦をイメージした実用書で「料理本」などが代表格である。「趣味実用」はスポーツや音楽、手芸なども含めた「趣味」の実用書となっている。
ビジネス書を含むこともあるが、一般的にはビジネス関連の書籍は「ビジネス書」として別物として扱われている。

## 最も売れた実用書
平成年間で最も売れた実用書は2003年（平成15年）に刊行された『バカの壁』（新潮社、養老孟司）であった。